# Rue Préfet-Bonnefoy
La rue Préfet-Bonnefoy est une voie de Nantes, en France.

## Situation et accès
Située dans le quartier Malakoff - Saint-Donatien, la  rue Préfet-Bonnefoy, qui relie l'avenue Chanzy à la rue Sully, est bitumée et ouverte à la circulation automobile. Elle rencontre la rue Monfoulon, la rue Colonel-Boutin, la rue Henri-Cochard et la rue Geoffroy-Drouet.

## Origine du nom
La voie est baptisée « rue Préfet-Bonnefoy » en hommage à Édouard Bonnefoy, préfet de Nantes en 1943, muté à Lyon où il est capturé pour faits de résistance par l'armée allemande, déporté dans le camp de concentration de Neuengamme, et tué en mer Baltique en avril 1945 avec 10 000 autres détenus qui venaient d'être évacués par les SS.

## Historique
Au niveau de l'actuel no 48 de la rue, une chapelle est fondée en 409. À cet endroit, deux monastères s'installent par la suite : le monastère Saint-André pour les hommes, le monastère Saint-Cyr-et-Sainte-Julitte pour les femmes. La chapelle Saint-André, « petit édifice rectangulaire dont la toiture, surmontée d'un clocheton en bois, était recouverte d'ardoises ingénieusement disposées », était la propriété de l'évêque de Nantes, puis du Chapitre de la cathédrale, puis de la paroisse de Saint-Clément. Elle fut plusieurs fois rebâtie. Au XXe siècle, des vestiges étaient encore visibles.
La voie porte le nom de « rue Saint-André » jusqu'au XXe siècle, en raison de la présence d'une chapelle répondant à ce vocable, à l'exception de la période de la Révolution, lors de laquelle est nommée « rue Alexander-Pope », du nom du poète anglais Alexander Pope (1688-1744).
Lors du bombardement du 23 septembre 1943, l'école des filles Saint-André, située « place Saint-André », à la jonction des actuelles rue Préfet-Bonnefoy et Geoffroy-Drouet, est endommagée aux deux tiers. Cette école, et celle des garçons qui lui est jointe, sont transférées en 1959 dans l'école Henri-Cochard (devenue école Sully), située un peu plus au nord-ouest, allée de la Reine-Margot.